# Kunnattūr
Kunnattūr är en ort i Indien.   Den ligger i distriktet Krishnagiri och delstaten Tamil Nadu, i den södra delen av landet, 1 800 km söder om huvudstaden New Delhi. Kunnattūr ligger 361 meter över havet och antalet invånare är 7 326.
Terrängen runt Kunnattūr är platt. Runt Kunnattūr är det tätbefolkat, med 356 invånare per kvadratkilometer. Det finns inga andra samhällen i närheten. Omgivningarna runt Kunnattūr är en mosaik av jordbruksmark och naturlig växtlighet.